# Stebbins (Alaska)
Stebbins es una ciudad ubicada en el Área censal de Nome en el estado estadounidense de Alaska. En el Censo de 2010 tenía una población de 556 habitantes y una densidad poblacional de 5,66 personas por km².

## Geografía
Stebbins se encuentra en las coordenadas 63°26′5″N 162°16′40″O / 63.43472, -162.27778. Según la Oficina del Censo de los Estados Unidos, Stebbins tiene una superficie total de 98.3 km², de la cual 94.21 km² corresponden a tierra firme y (4.17%) 4.1 km² es agua.

## Demografía
Según el censo de 2010, había 556 personas residiendo en Stebbins. La densidad de población era de 5,66 hab./km². De los 556 habitantes, Stebbins estaba compuesto por el 4.32% blancos, el 0.18% eran afroamericanos, el 95.32% eran amerindios, el 0.18% eran asiáticos, el 0% eran isleños del Pacífico, el 0% eran de otras razas y el 0% pertenecían a dos o más razas. Del total de la población el 0% eran hispanos o latinos de cualquier raza.